# Бирлова, Екатерина Владимировна
Екатери́на Влади́мировна Би́рлова (до замужества — Хомяко́ва; 11 августа 1987 года, Брянск) — российская пляжная волейболистка, мастер спорта международного класса. Чемпионка России, вице-чемпионка Европы 2015 года, участница Олимпийских игр 2012 и 2016 годов, чемпионка Универсиады в Казани 2013.

## Биография
Родилась в Брянске, начинала спортивную карьеру в Федерации волейбола Брянской области.
Переехала в Обнинск и начала тренировки по пляжному волейболу в клубе «Обнинск» не позже 2008 года. Снимала квартиру вместе с Анной Возаковой и вместе с ней вынашивала планы играть в одной паре.
В 2008 году стала серебряным призёром чемпионата России по пляжному волейболу в паре с Дарьей Ярзуткиной. В 2009 году выступила на чемпионате России в паре с Возаковой, заняв четвёртое место. В 2010 году пара выиграла чемпионат России и Открытый Кубок России.
Летом 2011 года в паре с Евгенией Уколовой приняла участие в чемпионате мира, проходившем в Риме. Российская команда на первом этапе заняла первое место в своей группе, но на стадии плей-офф проиграла первый же матч 1/16 финала.
Затем пара дошла до 1/8 финала на турнире «Большого шлема» в Москве и заняла 25—32 места в турнире «Большого шлема» в Польше.
В сентябре 2011 года в паре с Анной Возаковой вновь выиграла Открытый Кубок России
22 июля 2012 года в паре с Евгенией Уколовой выиграла этап Мирового тура — турнир серии «Большого шлема» в Клагенфурте. Победа на этом соревновании стала первой в истории российского женского пляжного волейбола
В июле-августе 2012 года в паре с Уколовой приняла участие в Олимпийских играх в Лондоне.
В августе 2012 года третий раз подряд выиграла в паре с Анной Возаковой Открытый Кубок России, спустя месяц стала серебряным призёром чемпионата России
В сезоне 2012—2013 года руководство ЖВК «Обнинск» пыталось ввести Екатерину Хомякову в состав команды классического волейбола, но попытка оказалась крайне неудачной, и Хомякову из команды вывели. Основной причиной этого ввода был уход из команды двух игроков из-за задержки зарплаты.
В июле 2013 года вместе с Евгенией Уколовой дошла до 1/8 финала на чемпионате мира и стала победительницей турнира категории Open в Анапе.
Сезон 2014 года Екатерина Бирлова пропустила в связи с рождением дочери. В 2015 году, вновь играя в паре с Евгенией Уколовой, заняла 9-е место на чемпионате мира в Нидерландах и стала серебряным призёром чемпионата Европы в Клагенфурте.
Ударная рука — правая.

## Личная жизнь
2 июля 2014 года родила дочь Елизавету.

## Достижения
- Чемпионка Универсиады (2013).
- Серебряный призёр чемпионата Европы (2015).
- Призовые места на этапах Мирового тура:
  - 1-е (Клагенфурт-2012 — GS, Анапа — 2013).
  - 2-е (Бангсаен-2012),
  - 3-е (Аландские острова-2012, Анапа-2018).

```
  1-е ( Анапа -2013)
```

- Чемпионка России (2010, 2016, 2018,2019), серебряный (2012,2021) и бронзовый (2011, 2022,2023) призёр чемпионатов России.
- Обладательница Открытого Кубка России (2010, 2011, 2012, 2013).
- На Олимпийских играх: 2012 — 9-е место. 2016 (Рио де Жанейро -5-е место
- На чемпионатах мира: 2011 и 2019 — 17-е место, 2013 и 2015 — 9-е место.
- На чемпионатах Европы: 2013 и 2018 — 5-е место, 2010, 2012 и 2019 — 9-е место, 2016 - 4-е место

## Награды
- Почётная грамота Президента Российской Федерации (19 июля 2013 года) — за высокие спортивные достижения на XXVII Всемирной летней универсиаде 2013 года в городе Казани[15]
- Медаль «За особые заслуги перед Калужской областью» III степени (2016)